# Bertil Lundgren (konstnär)
Karl Folke Bertil Lundgren, född 11 juni 1910 i Kristinehamn, död 8 maj 1983 i Göteborg, var en svensk målare, tecknare och grafiker.
Han var son till skräddarmästaren Adolf Emanuel Lundgren och Anna Karlsson. Gift 1934 med Dora Viola Larsson.
Som konstnär var Lundgren autodidakt. Han har medverkat i samlingsutställningen Humoristernas salong i Göteborg 1950 och Decemberutställningen på Göteborgs konsthall 1952.     
Hans konst består av Göteborgsmotiv och en vid motivkrets utförda i pastell, akvarell, gouache, bläckteckningar och etsningar. Som illustratör har han medverkat i Aftonposten, Idun och All världens berättare samt utförde bokomslag med Göteborgsmotiv för Pauli & Torells förlag. En del av hans teckningar uppmärksammades av tapetindustrin som sammanställde dessa till tapetmönster.